# Incident de l'Orzeł
Pour les articles homonymes, voir Orzeł.
L’incident de l’Orzeł est un événement militaire du début de la Seconde Guerre mondiale. Le sous-marin polonais ORP Orzeł, arraisonné au port de Tallinn par l'Estonie, pays alors neutre, s'échappe de ses eaux le 18 septembre 1939. Les Soviétiques utilisent l'affaire pour faire pression sur l'Estonie afin de la contraindre à signer un pacte d'assistance militaire.

## L'évasion du port estonien

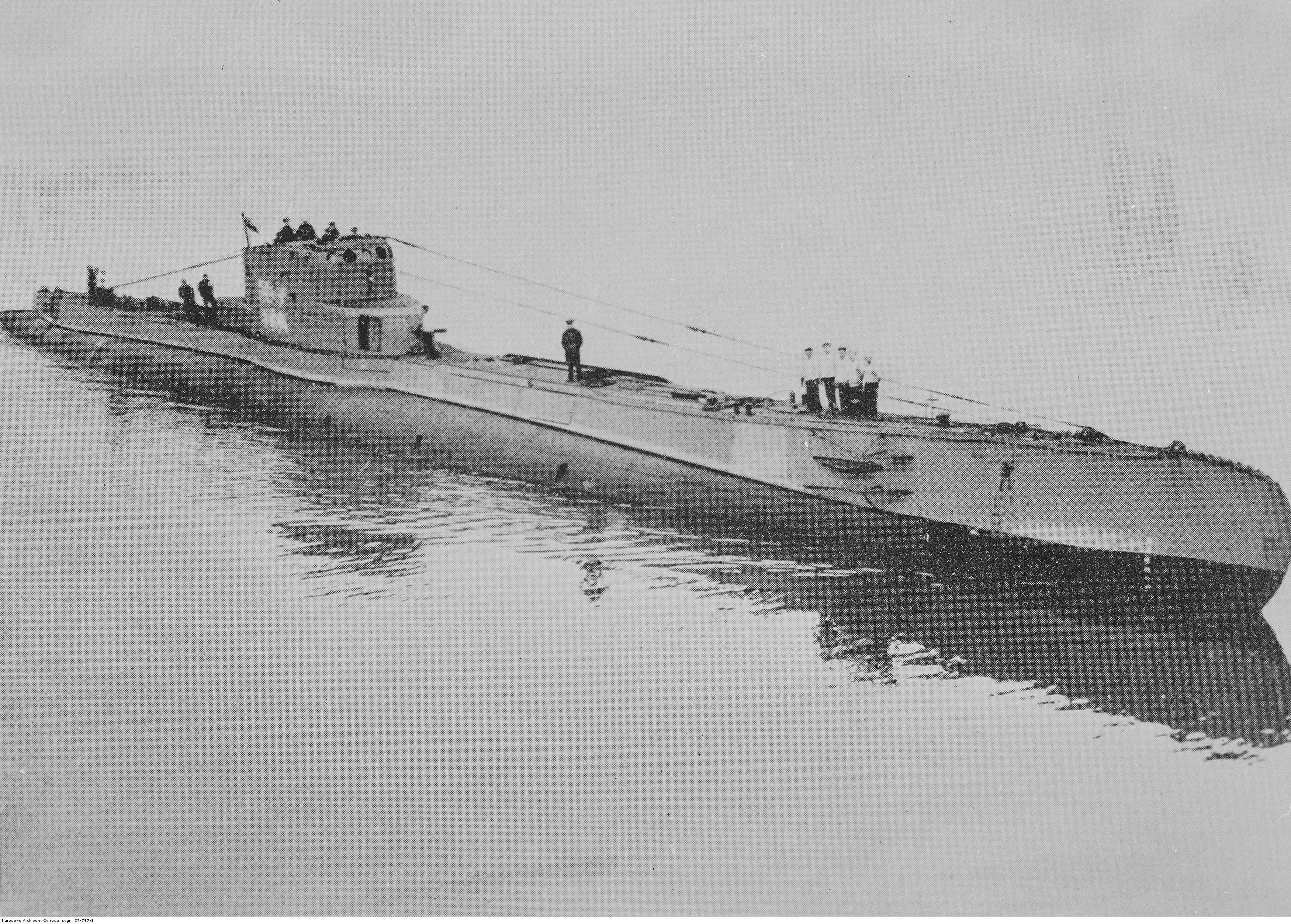
Le sous-marin ORP Orzeł.

L’Orzeł se trouve en mer Baltique lorsque le Troisième Reich attaque la Pologne le 1er septembre 1939. À la suite de la maladie de son commandant et d'une avarie, il se rend le 15 septembre à Tallinn, en Estonie, en espérant que l'orientation anglo-française de l'Estonie lui éviterait le désarmement et l'internement immédiat qu'avaient connus les sous-marins polonais en Suède. L’article 8 de la section XIII de la Convention de La Haye de 1907 exige en effet d’un gouvernement qu'il « [empêche] le départ de sa juridiction de tout navire destiné à patrouiller ou à se livrer à des opérations hostiles » contre un autre gouvernement avec lequel le pays neutre n'est pas en guerre. Sur la demande insistante des Allemands, les autorités militaires estoniennes montent à bord du sous-marin, l'équipage y est interné, toutes les aides à la navigation et les cartes sont confisquées et le démantèlement de tous les armements est entamé.
L’équipage de l’ORP Orzeł prépare son évasion sous le commandement de son nouvel officier en chef, le lieutenant de vaisseau Jan Grudzinski. Le 18 septembre, l’Orzeł, partiellement submergé, se glisse hors du port sous couvert de la brume nocturne avec les deux gardes estoniens à bord, qui s'étaient faits prisonniers. Au matin, les presses estonienne et allemande relatent l’incident en déclarant les deux gardes capturés disparus en mer. En réalité, ils sont débarqués sur la côte suédoise après que l’équipage leur ait fourni vêtements, argent et nourriture pour leur retour en toute sécurité et en première classe. En réponse aux mensonges de la presse allemande, l’équipage polonais communique : « Ceux qui reviennent de l’au-delà méritent de voyager uniquement en première classe ». L’Orzeł met le cap sur la base de la Royal Navy à Rosyth, en Écosse, qu’il atteint sans avoir coulé aucun vaisseau allemand au cours de son voyage.

## Manœuvres soviétiques pour la signature d'un pacte d'assistance militaire

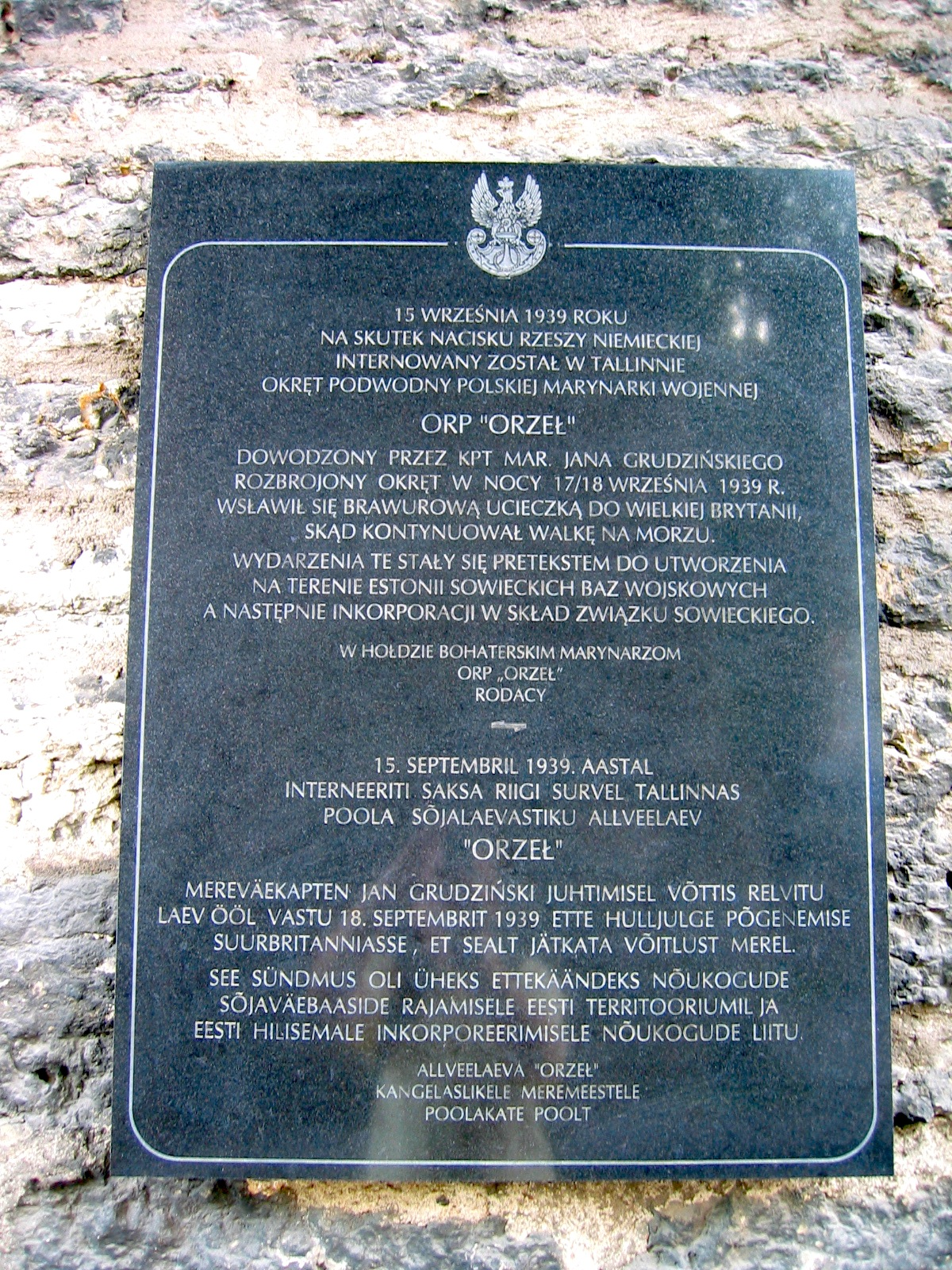
Plaque commémorative dédié à l'ORP Orzeł à Tallinn en Estonie.

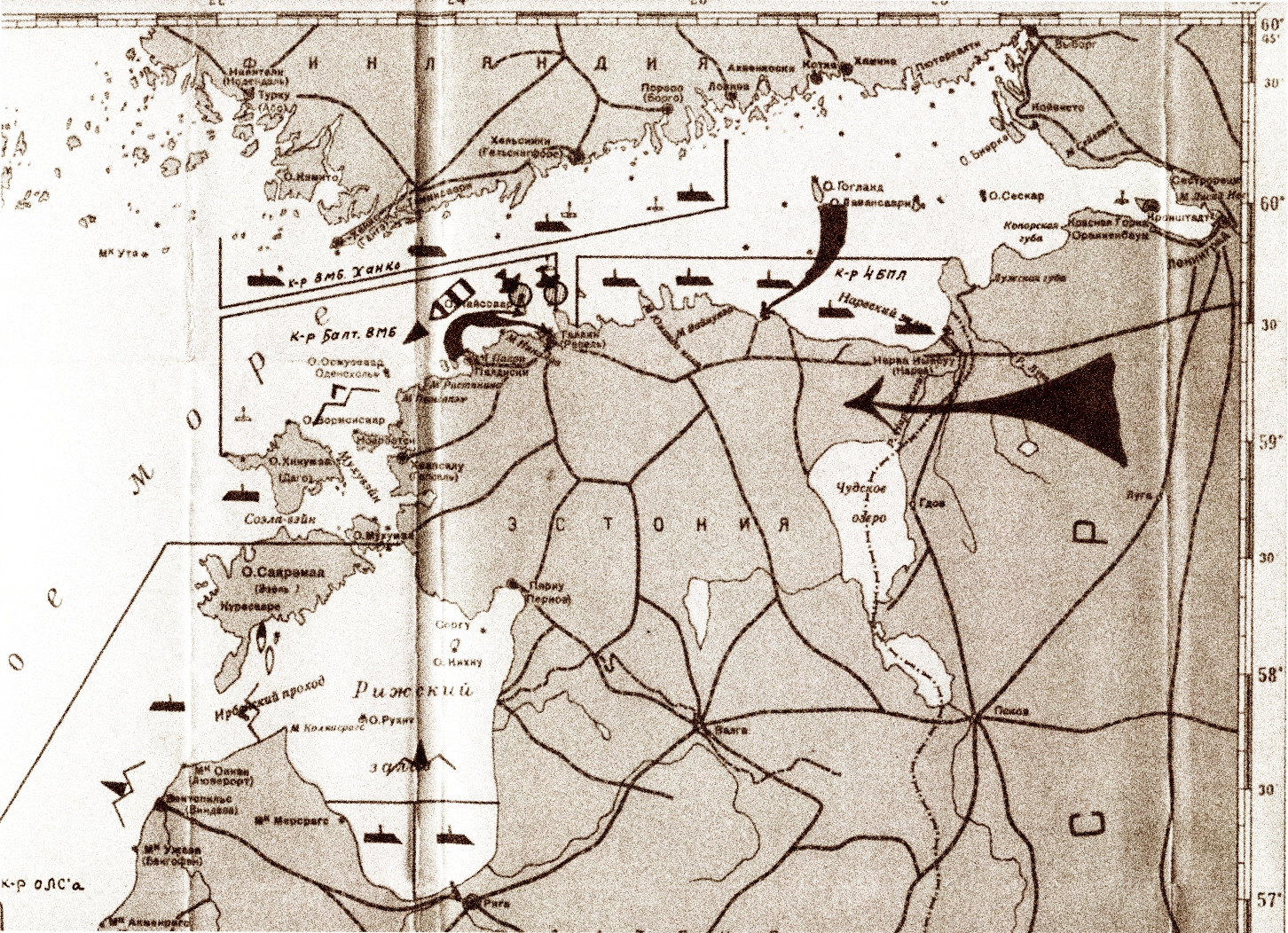
Plan du blocus et de l'invasion de l'Estonie par les Soviétiques (1940).

La Flotte de la Baltique Bannière rouge (FBBR) fut mise en alerte le 17 septembre, jour de l'invasion soviétique de la Pologne. Certains travaux ont estimé que l'événement avait déclenché une campagne de presse hostile à l'Estonie en Union soviétique. Les recherches de l'historien Magnus Ilmjärv (en) démentent l'existence de propos hostiles publiés dans la presse soviétique. En revanche, un message de l'agence TASS du 19 septembre évoquait le fait que "des sous-marins inconnus se cachent dans les ports de la Baltique avec le soutien et la protection de responsables gouvernementaux."
Du 19 au 26 septembre, deux opérations furent conduites pour rechercher des sous-marins "inconnus" à la suite de l'évasion de l'Orzeł.
Le 24 septembre, le ministre estonien des Affaires étrangères Karl Selter, en mission à Moscou pour la signature d'un accord commercial, se vit, d'après ses propres dires, présenter un ultimatum en vue de la signature d'un pacte d'assistance mutuelle, qui incluait la création de bases militaires soviétiques. Le Cabinet estonien se rangea le 26 septembre à l'idée que la conclusion du pacte était inévitable face à la puissance soviétique. Ce fut dans ces circonstances que le Metallist et le Pioner auraient été mystérieusement attaqués.
Le ministre des Affaires étrangères soviétique, Viatcheslav Molotov, utilisa l'affaire et déclara à la délégation estonienne le 27 septembre que l'Estonie n'était pas capable d'assurer sa propre sécurité et demanda l'envoi de 35 000 soldats soviétiques, chiffre qui passa à 25 000 à l'issue des négociations. Le pacte fut signé le 28 septembre.

## L'affaire duMetallistet duPioner
Certains historiens ont suggéré que l'opération aurait été montée par les Soviétiques en utilisant le sous-marin Shch-303 et le garde-côtes Tucha. L'information serait venue de la capture par les Finlandais en 1941 d'un officier naval soviétique, suivie de la capture en 1943 par les Allemands d'un sous-marin. Cependant, plusieurs faits semblent démontrer que les deux vaisseaux n'ont en fait jamais été coulés et que l'opération n'aurait été qu'un montage médiatique. Le Shch-303 était basé à Leningrad depuis octobre 1939 pour d'importantes réparations et n'aurait pas pu être en service à ce moment-là. De plus, le Metallist était toujours sur les registres soviétiques en 1941 et aurait été coulé cette année-là près d'Hanko. L'argument est réfuté par P.O. Ekman, qui considère que le Metallist a dû couler en eaux peu profondes et pouvait facilement être renfloué.